# اليوم الدولي للتحويلات المالية العائلية
اليوم الدولي للتحويلات المالية العائلية هو حدث للأمم المتحدة، يُقام في 16 يونيو من كل عام، أقرته الجمعية العامة للأمم المتحدة في 12 يونيو 2018، ويهدف إلى الاعتراف بالمساهمات التي يقدمها المهاجرون في جميع أنحاء العالم لأسرهم وأصدقائهم ومجتمعاتهم وبلدانهم من خلال الأموال التي يرسلونها إلى أوطانهم، وكذلك مساعدة الأسر على تحقيق أهداف التنمية المستدامة الخاصة بهم.

## وصلات خارجية
- الموقع الرسمي.